# Peer Roggendorf
Peer Roggendorf (* 23. Februar 1977 in Bremen) ist ein deutscher Schauspieler.

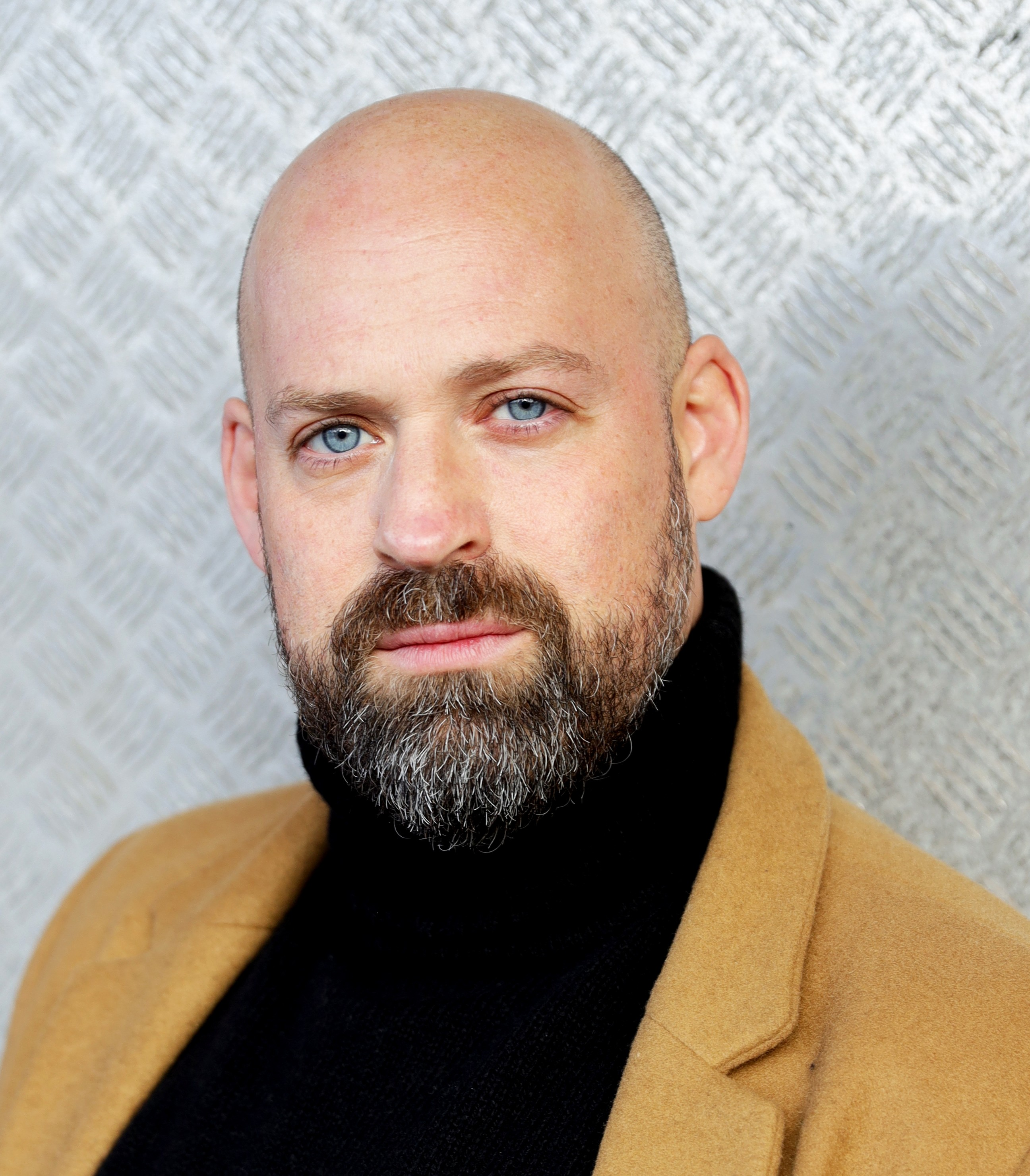
Peer Roggendorf 2020

## Leben
Roggendorf wurde als jüngstes von vier Kindern der Schriftstellerin Anne-Gesine Roggendorf und des selbständigen Versicherungsvermittlers Dieter Roggendorf geboren. Nach seinem Abitur am Kippenberg-Gymnasium in Bremen, studierte er zunächst Geschichte und Religionspädagogik an der Universität Bremen. Während dieser Zeit sammelte er erste Erfahrungen am Theater Bremen und nahm Schauspielunterricht bei dem Schauspieler Volker Mosebach.
Roggendorf studierte von 2000 bis 2004 Schauspiel an der Hochschule für Film und Fernsehen Konrad Wolf in Potsdam, heute Filmuniversität Babelsberg Konrad Wolf. Dort wurde er unter anderem von den Schauspielern Carmen-Maja Antoni, Peter Zimmermann und Christine Krüger ausgebildet. Während des Studiums spielte er bereits am Hans Otto Theater in Potsdam. Er schloss sein Studium erfolgreich als Diplom-Schauspieler ab.
Anschließend folgten Engagements am Deutsch-Sorbischen Volkstheater in Bautzen von 2004 bis 2006, am Meininger Staatstheater von 2006 bis 2010, sowie am Volkstheater Rostock von 2010 bis 2013, wo er in zahlreichen Haupt- und Nebenrollen zu sehen war.
Besonders hervorzuheben ist seine Darstellung als junger Faust in Ansgar Haags preisgekrönter Meininger Inszenierung von Faust I und Faust II, durch welche Edda Moser auf Roggendorf aufmerksam wurde. Sie engagierte ihn daraufhin für das Festspiel der Deutschen Sprache, wo er neben Corinna Harfouch, Axel Milberg und Otto Schenk Texte von Goethe und Moliere las und welches 2008 im Lübbe Verlag auch als Hörbuch erschienen ist. 2009 gastierte Roggendorf mit dem Ensemble des Meininger Theaters auf Einladung in Peking und Shanghai. Er spielte den Ferdinand in Kabale und Liebe.
Seit 2013 ist Roggendorf freischaffend tätig. Seine Engagements führten ihn unter anderem an das Theater Ulm, Mecklenburgisches Staatstheater Schwerin und die Schlossfestspiele Ettlingen. Seit 2016 ist er als freier Schauspieler Mitglied der Compagnie de Comédie Rostock und regelmäßig in Rostock auf der Bühne zu sehen.
Roggendorf spielt zunehmend in Film- und Fernsehproduktionen. In Effigie – Das Gift und die Stadt spielte er den Rademacher Rumpf. Der Historienkrimi wurde mehrfach ausgezeichnet, nimmt an den Oscars und Golden Globes teil und läuft seit Monaten in den amerikanischen Kinos. 2021 soll er in die deutschen Kinos kommen.
Peer Roggendorf lebt in Rostock und hat eine Tochter.

## Theater
- 2023–heute: Compagnie de Comédie Rostock, Der fliegende Holländer, R: Kay Wuschek
- 2022–heute: Compagnie de Comédie Rostock, Der Messias, Theo, R: Angelika Zacek
- 2022–heute: Compagnie de Comédie Rostock, Immer noch nicht ganz weg – ein Manfred Krug Abend, Manfred Krug, R: Manfred Gorr
- 2022–heute: Compagnie de Comédie Rostock, Schillers sämtliche Werke-leicht gekürzt, Mike, R: Sonja Hilberger
- 2022–2023: Compagnie de Comédie Rostock, Der Froschkönig, König/Heinrich, R: Sandra Uma Schmitz
- 2021–2022: Compagnie de Comédie Rostock, Romeo und Julia, Mercutio, Capulet, R: Manfred Gorr
- 2020–2021: Compagnie de Comédie Rostock, Katharina-Der Widerspenstigen Zähmung, Petruccio, R: Manfred Gorr
- 2020–heute: Compagnie de Comédie Rostock, Die Wunderübung, Valentin, R: Fred Apke
- 2020–2022: Compagnie de Comédie Rostock, Hänsel und Gretel, Vater, R: Sonja Hilberger
- 2019–2020: Compagnie de Comédie Rostock, Till Eulenspiegel, Bauer, Gevatterin, Gangel Dötsch, R: Sonja Hilberger
- 2019: Compagnie de Comédie Rostock, Die schöne Wassilissa, Iwan, R: Manfred Gorr
- 2018–heute: Compagnie de Comédie Rostock, Der Urknall, Piet (Jed Feuer), R: Manfred Gorr
- 2018–heute: Compagnie de Comédie Rostock, Fighter, Der Trainer, R: Sonja Hilberger
- 2018–2020 Compagnie de Comédie Rostock, Zwei wie wir, Rudy, R: Manfred Gorr
- 2018–2019: Compagnie de Comédie Rostock, Cyrano de Bergerac, De Guiche, R: Reiner Heise
- 2017–2020: Compagnie de Comédie Rostock, Trennung für Feiglinge, Paul, R: Reiner Heise
- 2017–2018: Theater Ulm Apathisch für Anfänger, Der Ermittler, R: Annelore Saarbach
- 2017–2018: Theatergastspiele Fürth Die Leiden des Jungen Werther, Albert, R: Tobias Rott
- 2017–2018: Compagnie de Comédie Rostock, Hamlet, Claudius, R: Manfred Gorr
- 2016–2019: Compagnie de Comédie Rostock, Goethes sämtliche Werke leicht gekürzt, Jan, R: Manfred Gorr
- 2016–2017: Theater Neu-Ulm Der Abstecher, Erich, R: Claudia Riese
- 2016: Compagnie de Comédie Rostock, Komödie der Irrungen, Antipholus von Ephesus, Antipholus von Syrakus, R: Manfred Gorr
- 2015–2016: Mecklenburgisches Staatstheater Schwerin Der Vetter aus Dingsda , Roderich de Weert, R: Jörg Schade
- 2015: Theater Neu-Ulm Die Winterrose, Horst, R: Claudia Riese
- 2014: Schlossfestspiele Ettlingen Nathan der Weise, Tempelherr, R: Angelika Zacek
- 2014: Akademietheater Ludwigsburg Fiesco! Fiesco!, Mohr, R: Verena Nagel
- 2013: Volkstheater Rostock, Der kleine Horrorladen, Orin/Zahnarzt, R: Thomas Winter
- 2012–2013: Volkstheater Rostock, Benefiz-Jeder rettet einen Afrikaner, Eckart, R: Brian Lausund
- 2012–2013: Volkstheater Rostock, The Whos Tommy, Onkel Ernie, R: Thomas Winter
- 2011–2013: Volkstheater Rostock, Der Messias, Bernhardt, R: Janni Fuchs
- 2011–2013: Volkstheater Rostock, Charleys Tante, Lord Babberly/Charleys Tante, R: Peter Kube
- 2011–2012: Volkstheater Rostock, Effi Briest, Kruse, R: Matthias Brenner
- 2011–2012: Volkstheater Rostock, Adams Äpfel, Gunnar, R: Alexander Flache
- 2011–2012: Volkstheater Rostock, Das Leben de Galilei, Kurator, u. a., R: Kay Wuschek
- 2010: Meininger Staatstheater, Das Käthchen von Heilbronn, Rheingraf vom Stein, R: Thomas Goritzki
- 2010: Meininger Staatstheater, Ein Sommernachtstraum, Schlucker/Mondschein, R: Dominik Horwitz
- 2009–2010: Meininger Staatstheater, Hüter der Zeit, Hans, R: Ansgar Haag
- 2009–2010: Meininger Staatstheater, West-Side-Story, Arab, R: Kurt Schildknecht
- 2009–2010: Meininger Staatstheater, Wilhelm Tell, Rösselmann, R: Matthias Brenner
- 2008–2009: Meininger Staatstheater, Der Tagträumer, Cliff, R: Cordula Jung
- 2008–2009: Meininger Staatstheater, Die Mausefalle, Giles, R: Matthias Gehrt
- 2008–2009: Meininger Staatstheater, Othello, Cassio, R: Frido Solter
- 2008–2009: Meininger Staatstheater, Ein Monat auf dem Lande, Beljajew, R: Rüdiger Burbach
- 2008–2009: Meininger Staatstheater, Die Stadt, Chris, R: Rudolf Koloc
- 2007–2010: Meininger Staatstheater, Kabale und Liebe, Ferdinand, R: Kerstin Jacobsen
- 2005–2006: Deutsch-Sorbisches Volkstheater Die drei Groschenoper, Filch, R: Michael Funke
- 2005–2006: Deutsch-Sorbisches Volkstheater, Der nachte Wahnsinn, Tim, R: Lutz Hillmann
- 2004–2006: Deutsch-Sorbisches Volkstheater, das maß der dinge, Adam, R: Michael Funke

## Filmografie
- 2023: Stralsund NR, TV-Film (Reihe), ZDF, R:Petra K. Wagner
- 2023: Aktenzeichen XY ... ungelöst EHR, TV-Magazin (Serie), ZDF, R: Thomas Pauli
- 2018: Effigie – Das Gift und die Stadt NR, Spielfilm, R: Udo Flohr
- 2018: Praxis mit Meerblick – Der einsame Schwimmer[10][11] – NR 5, Fernsehfilm (Serie), ARD, Degeto, R: Jan Ruzicka
- 2018: Helena HR, Ausbildungsproduktion, R: Perlita Braquet
- 2018: Welt unter[12] NR, Spielfilm
- 2016: FISH – Filmfestival im StadtHafen HR, Kinotrailer, R: Holger Löwe
- 2015: Bunker HR, Kurzspielfilm, R: Cristian Smeu
- 2015: Ein kleines Glück HR, Kurzspielfilm, R: Heiko Aufdermauer
- 2014: Der Killer HR, Kurzspielfilm, R: Heiko Aufdermauer
- 2011: Filomena NR, Kurzspielfilm, R: Holger Löwe
- 2010: Varieté NR, Kurzspielfilm, R: Sebastian Altmann
- 2009: Der Bauernfänger HR, Kurzspielfilm, R: Polina Horosina
- 2009: Schillers Nachmittag NR, Kurzspielfilm, R: Frederik Burghardt
- 2004: Die letzte Vorstellung HR, Kurzspielfilm, R: Bernd Heiber
- 2001: Heile Welt HR, Kurzspielfilm, R: Klemens J. Brysch